# Haemaphysalis concinna
Haemaphysalis concinna este o specie de căpușe din genul Haemaphysalis, familia Ixodidae, descrisă de Koch în anul 1844.
Este endemică în Franța. Conform Catalogue of Life specia Haemaphysalis concinna nu are subspecii cunoscute.